# Dioskuren (Zeitschrift)
Die Dioskuren. Für Wissenschaft und Kunst. Schriften in bunter Reihe waren eine ab 1836 bei Veit & Comp erscheinende Berliner Zeitschrift des Jungen Deutschland unter der Redaktion von Theodor Mundt.
Die Dioskuren erschienen von 1856 bis 1875 in Berlin. Zunächst lautete der Untertitel Zeitschrift für Kunst, Kunstindustrie und künstlerisches Leben, ab 1860 Deutsche Kunst-Zeitung. Hauptorgan der deutschen Kunstvereine. Redakteur und später alleiniger Herausgeber war der Kunsthistoriker Max Schasler (1819–1903). Alle in dieser Zeitschrift enthaltenen Aufsätze sind Online erfasst.
Die Dioskuren. Literarisches Jahrbuch des Ersten allgemeinen Beamten-Vereines der österreichisch-ungarischen Monarchie erschienen ab 1872 zunächst in Kommission bei L. Rosner, Wien, dann in der Manz´schen k.k. Hof-, Verlags- und Universitätsbuchhandlung, Wien.